# Tân An, Cần Thơ
Tân An là một phường thuộc thành phố Cần Thơ, Việt Nam.

## Địa lý
Phường Tân An có vị trí địa lý:
- Phía đông giáp phường Cái Khế và phường Ninh Kiều
- Phía tây giáp phường An Bình
- Phía nam giáp phường Cái Răng
- Phía bắc giáp phường Bình Thủy và phường Long Tuyền.

Phường Tân An có diện tích 8,06 km², dân số năm 2024 là 85.997 người, mật độ dân số đạt 10.669 người/km².

## Lịch sử
Ngày 20 tháng 9 năm 1975, Bộ Chính trị ban hành Nghị quyết số 245-NQ/TW về việc hợp nhất tỉnh Cần Thơ (ngoại trừ huyện Thốt Nốt), tỉnh Sóc Trăng, tỉnh Trà Vinh, tỉnh Vĩnh Long thành một tỉnh, tên gọi tỉnh mới cùng với nơi đặt tỉnh lỵ sẽ do địa phương đề nghị lên.
Ngày 20 tháng 12 năm 1975, Bộ Chính trị ban hành Nghị quyết số 19/NQ về việc hợp nhất tỉnh Cần Thơ (bao gồm cả huyện Thốt Nốt của tỉnh Long Xuyên), tỉnh Sóc Trăng thành một tỉnh mới, tên gọi tỉnh mới cùng với nơi đặt tỉnh lỵ sẽ do địa phương đề nghị lên.
Ngày 24 tháng 2 năm 1976, Chính phủ Cách mạng lâm thời Cộng hòa miền Nam Việt Nam ban hành Nghị định số 3/NQ/1976 về việc hợp nhất tỉnh Cần Thơ, tỉnh Sóc Trăng và thành phố Cần Thơ thành một tỉnh mới, lấy tên là tỉnh Hậu Giang.
Ngày 21 tháng 4 năm 1979, Hội đồng Chính phủ ban hành Quyết định số 174-CP về việc chia phường Hưng Lợi thuộc thành phố Cần Thơ thành phường Hưng Lợi và phường Xuân Khánh.
Ngày 26 tháng 12 năm 1991, Quốc hội ban hành Nghị quyết về việc chia tỉnh Hậu Giang thành tỉnh Cần Thơ và tỉnh Sóc Trăng.
Ngày 26 tháng 11 năm 2003, Quốc hội ban hành Nghị quyết số 22/2003/QH11 về việc chia tỉnh Cần Thơ thành thành phố Cần Thơ trực thuộc trung ương và tỉnh Hậu Giang.
Ngày 2 tháng 1 năm 2004, Chính phủ ban hành Nghị định số 05/2004/NĐ-CP về việc:
- Giải thể thành phố Cần Thơ cũ thuộc tỉnh Cần Thơ cũ.
- Thành lập quận Ninh Kiều thuộc thành phố Cần Thơ.
- Chuyển phường Hưng Lợi thành phố Cần Thơ về quận Ninh Kiều mới thành lập quản lý.

Ngày 16 tháng 1 năm 2007, Chính phủ ban hành Nghị định số 11/2007/NĐ-CP về việc thành lập phường An Khánh thuộc quận Ninh Kiều trên cơ sở điều chỉnh 441 ha diện tích tự nhiên và 7.731 nhân khẩu của phường An Bình.
Ngày 12 tháng 6 năm 2025, Quốc hội ban hành Nghị quyết số 202/2025/QH15 về việc sắp xếp đơn vị hành chính cấp tỉnh (nghị quyết có hiệu lực từ ngày 12 tháng 6 năm 2025). Theo đó, sáp nhập tỉnh Hậu Giang và tỉnh Sóc Trăng vào thành phố Cần Thơ.
Ngày 16 tháng 6 năm 2025
- Quốc hội ban hành Nghị quyết số 203/2025/QH15[12] về việc Sửa đổi, bổ sung một số điều của Hiến pháp nước Cộng hòa xã hội chủ nghĩa Việt Nam. Theo đó, kết thúc hoạt động của đơn vị hành chính cấp huyện trong cả nước từ ngày 1 tháng 7 năm 2025.
- Ủy ban Thường vụ Quốc hội ban hành Nghị quyết số 1668/NQ-UBTVQH15[1] về việc sắp xếp các đơn vị hành chính cấp xã của thành phố Cần Thơ năm 2025 (nghị quyết có hiệu lực từ ngày 16 tháng 6 năm 2025). Theo đó, thành lập phường Tân An thuộc thành phố Cần Thơ trên cơ sở toàn bộ 4,67 km² diện tích tự nhiên, quy mô dân số là 42.509 người của phường An Khánh và toàn bộ 3,39 km² diện tích tự nhiên, quy mô dân số là 43.488 người của phường Hưng Lợi thuộc quận Ninh Kiều.

Phường Tân An có 8,06 km² diện tích tự nhiên và quy mô dân số là 85.997 người.